# Bradano
Der Bradano (Betonung auf der ersten Silbe; historisch Bradanus) ist ein Fluss in der Region Basilicata in Süditalien. Sein Unterlauf verläuft über ein kurzes Stück in der Region Apulien (Provinz Taranto).

## Verlauf

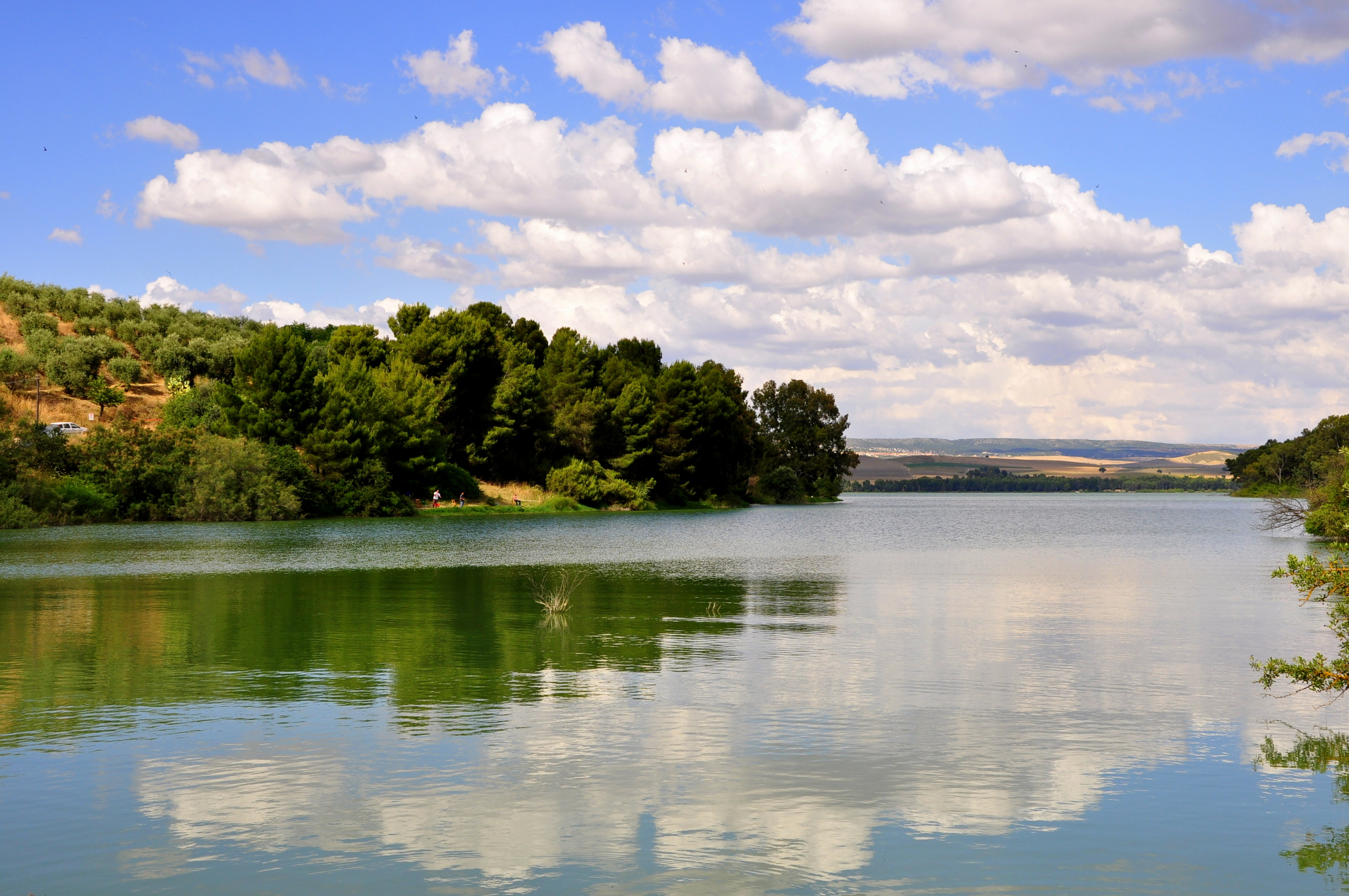
Lago di San Giuliano

Der Bradano entspringt in einer Höhe von 938 m nördlich von Potenza bei der Gemeinde Avigliano. Er durchfließt das Staubecken Bacino di Acerenza, von dort fließt er parallel zu Bahnstrecke Potenza – Altamura, dann östlich von Acerenza in ostsüdöstlicher Richtung weiter, sodann durch den Stausee Lago di San Giuliano, in einigem Abstand südlich an Matera vorbei und dann in südöstlicher Richtung dem Golf von Tarent zu, in den er bei Metapont mündet.
Das Einzugsgebiet des Flusses beträgt 2765 km², seine Länge 120 km.

## Zuflüsse
Rechtsseitige Zuflüsse sind der Torrente Rosso, die Fra. di Tolve und der Torrente Bilioso, linksseitige der Torrente Fiumarella, der Torrente Bosentello, der Torrente Gravina di Picciano und der Torrente Fuimicello.